# Helena Fernell
Gunilla Helena Fernell Zeime, född 9 november 1930 i Västanfors, är en svensk skådespelare och dansare.
Helena Fernell har varit engagerad vid Dramaten, Oscarsteatern, Stora Teatern i Göteborg och Hågelbyparkens friluftsteater. Hon har även medverkat i musikaler som Oh! Calcutta!, My Fair Lady, Nine, Stoppa världen, Phantom of the Opera och Cyrano de Bergerac. 
Hon spelade Lovisa i Marknadsafton 2009 samt revyn Välj vad du vill på Odenteatern. Hon turnerade med Riksteatern 2010 i komedin Kvinnans list.  

## Filmografi i urval
- 1958 – Jazzgossen
- 1960 – Av hjärtans lust
- 1961 – Lita på mej, älskling!
- 1961 – Bibliska bilder
- 1965 – Mäster Johannes
- 1969 – Reklam för Comfort sköljmedel (Reklamfilm)[2]
- 1969 – Herkules Jonssons storverk (TV-serie)
- 1973 – Pas des deux
- 1987 – Mälarpirater
- 1987 – Victor
- 1995 – Anmäld försvunnen (TV-serie)
- 1996-2002 – Skilda världar (TV-serie)
- 1999 – Nya lögner (TV-serie)
- 2001 – Känd från TV
- 2010 – Cirkus Möller (TV-serie); Flickorna på Klitteholm

## Teater

### Roller (ej komplett)
| År   | Roll                  | Produktion                                                       | Regi                           | Teater                 |
| ---- | --------------------- | ---------------------------------------------------------------- | ------------------------------ | ---------------------- |
| 1971 | Medverkande           | Oh! Calcutta! Kenneth Tynan                                      | Hans Bergström                 | Sergelteatern          |
| 1983 | Stephanie Necrophorus | Nine Maury Yeston                                                | Gene Nettles                   | Oscarsteatern          |
| 1986 |                       | Mannen från La Mancha Mitch Leigh, Dale Wasserman och Joe Darion | Folke Abenius och Mary Bettini | Oscarsteatern          |
| 1999 | Fiskmadam             | Stockholmsblod Olov Svedelid och Kalle Sörnäs                    | Peter Harryson                 | Stockholms stadsteater |